# Championnat d'Italie de football 1909
Ne pas confondre avec Championnat d'Italie de football 1909-1910.

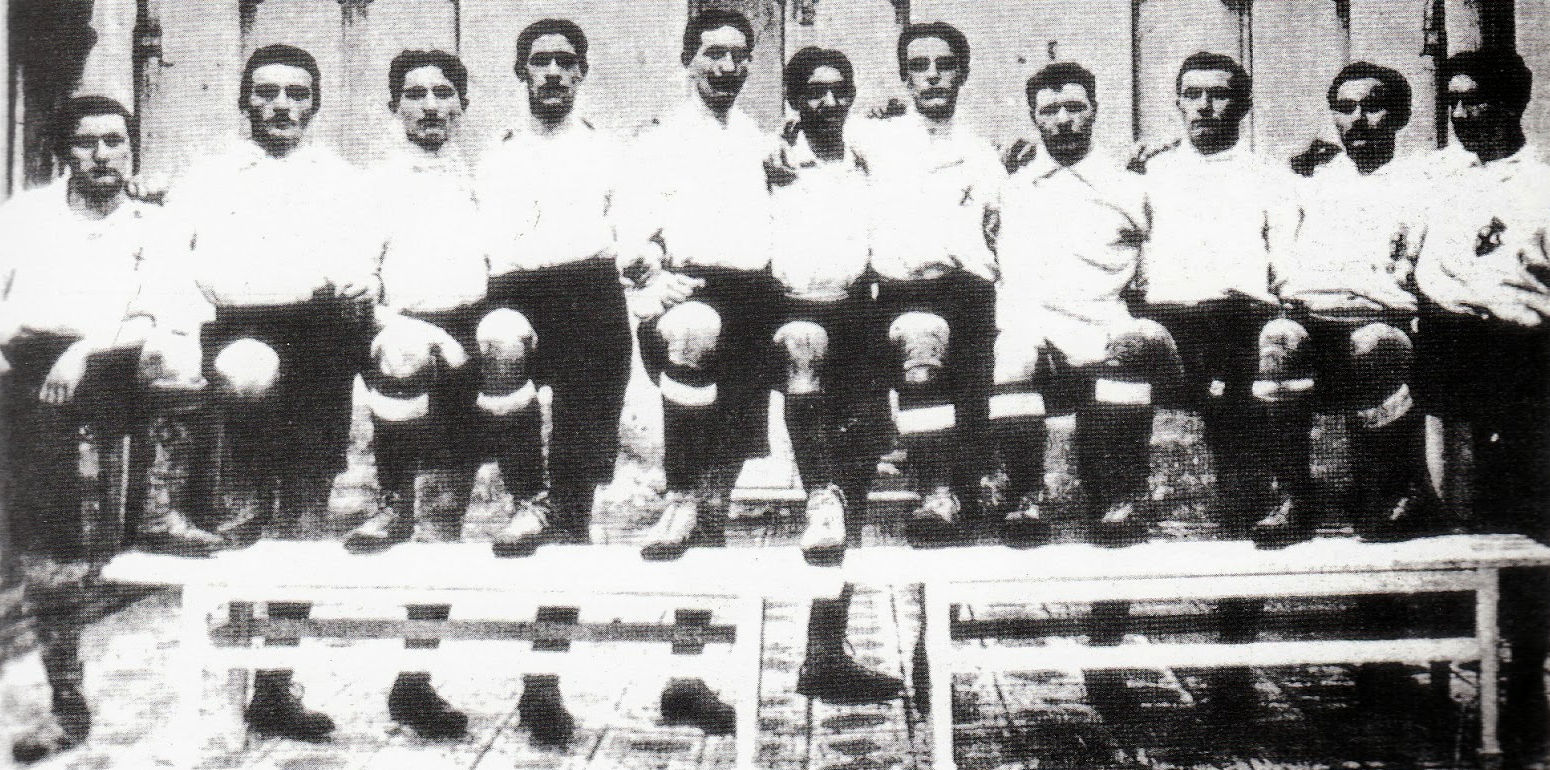
L'équipe 1909 de la Pro Vercelli

Le Championnat d'Italie de football 1909 est la douzième édition du championnat d'Italie. La Società Ginnastica Pro Vercelli remporte son deuxième titre de champion en deux participations.

## Éliminatoires

### Ligurie
| dimanche 17 janvier 1909 | Andrea Doria          | 1 - 1 | Genoa  | Gênes Arbitre : Meazza |
| dimanche 17 janvier 1909 | Aristodemo Santamaria |       | Herzog | Gênes Arbitre : Meazza |

| dimanche 7 février 1909 | Genoa                 | 3 - 3 | Andrea Doria                                                         | San Gottardo, Gênes Arbitre : Goodley |
| dimanche 7 février 1909 | Hug Herzog Hug (rig.) |       | Aristodemo Santamaria (10°) Francesco Calì (pen.) Enrico Sardi (90°) | San Gottardo, Gênes Arbitre : Goodley |

- Barrage

| dimanche 21 février 1909 | Genoa          | 2 - 1 | Andrea Doria | Rivarolo Arbitre : Meazza |
| dimanche 21 février 1909 | Hermann Ravano |       | De Marchi    | Rivarolo Arbitre : Meazza |

### Piémont
- Premier tour

| dimanche 10 janvier 1909 | FBC Torino     | 1 - 0 | FBC Juventus | Velodromo Umberto I, Turin Arbitre : Meazza |
| dimanche 10 janvier 1909 | Carlo Capra II |       |              | Velodromo Umberto I, Turin Arbitre : Meazza |

| dimanche 17 janvier 1909 | FBC Juventus             | 3 - 1 | FBC Torino     | Campo di corso Sebastopoli, Turin Arbitre : Goodley |
| dimanche 17 janvier 1909 | Ernesto Borel Oscar Frey |       | Carlo Capra II | Campo di corso Sebastopoli, Turin Arbitre : Goodley |

- Barrage

| dimanche 24 janvier 1909 | FBC Torino            | 1 - 0 | FBC Juventus | Turin Arbitre : Radice |
| dimanche 24 janvier 1909 | Giacomo Zuffi I (42°) |       |              | Turin Arbitre : Radice |

- Deuxième tour

| dimanche 7 février 1909 | SG Pro Vercelli                         | 2 - 1 | FBC Torino        | Vercelli Arbitre : Meazza de l'US Milanese |
| dimanche 7 février 1909 | Annibale Visconti 41' Carlo Rampini 89' |       | Enea Zuffi II 62' | Vercelli Arbitre : Meazza de l'US Milanese |

Note : D'autres sources indiquent Rodgers comme buteur pour le Torino.

| dimanche 14 mars 1909 | FBC Torino | 0 - 1                 | SG Pro Vercelli | Velodromo Umberto I, Turin Arbitre : Goodley |
| dimanche 14 mars 1909 |            | Carlo Rampini I (67°) |                 | Velodromo Umberto I, Turin Arbitre : Goodley |

### Lombardie
| dimanche 10 janvier 1909 | Milan                                          | 3 - 2 | Inter                        | Arena Civica, Milan Arbitre : Goodley |
| dimanche 10 janvier 1909 | Attilio Trerè II Pietro Lana 74' Max Laich 86' |       | Gama Malcher 69' Schuler 88' | Arena Civica, Milan Arbitre : Goodley |

| dimanche 17 janvier 1909 | US Milanese                  | 3 - 1 | Milan      | Cascina Mojetta, Milan Arbitre : Knoote |
| dimanche 17 janvier 1909 | Recalcati Bojocchi I Pizzi I |       | Marco Sala | Cascina Mojetta, Milan Arbitre : Knoote |

| dimanche 24 janvier 1909 | Inter | 0 - 2                      | US Milanese | Arena Civica, Milan Arbitre : Spensley |
| dimanche 24 janvier 1909 |       | Pizzi I (5°) Pizzi I (42°) |             | Arena Civica, Milan Arbitre : Spensley |

|  |    | Championnat Lombard                 | Pt | J | G | N | D | B.p | B.c |
|  | -- | ----------------------------------- | -- | - | - | - | - | --- | --- |
|  | 1. | Union Sportiva Milanese             | 4  | 2 | 2 | 0 | 0 | 5   | 1   |
|  | 2. | Milan Cricket and Foot-Ball Club    | 2  | 2 | 1 | 0 | 1 | 4   | 5   |
|  | 3. | Football Club Internazionale Milano | 0  | 2 | 0 | 0 | 2 | 2   | 5   |

Union Sportiva Milanese remporte le championnat Lombard et se qualifie pour la demi-finale nationale.

## Phase nationale

### Demi-finales
- Demi-finale Ligure-Piémontaise

| dimanche 21 mars 1909 | SG Pro Vercelli                                                       | 3 - 2 | Genoa               | Vercelli Arbitre : Radice |
| dimanche 21 mars 1909 | Annibale Visconti (7°) Felice Milano II (65°) Annibale Visconti (73°) |       | Hug (15°) Hug (28°) | Vercelli Arbitre : Radice |

| dimanche 28 mars 1909 | Genoa       | 1 - 1 | SG Pro Vercelli         | San Gottardo, Gênes Arbitre : Meazza |
| dimanche 28 mars 1909 | Hurni (19°) |       | Annibale Visconti (70°) | San Gottardo, Gênes Arbitre : Meazza |

- Demi-finale Lombarde-Vénitienne

| dimanche 21 février 1909 | Venezia | 1 - 7 | US Milanese                             | Venise Arbitre : Bertinetti |
| dimanche 21 février 1909 | Vivante |       | Pizzi Bojocchi Varisco Recalcati Besana | Venise Arbitre : Bertinetti |

| dimanche 28 mars 1909 | US Milanese | 11 - 2 | Venezia                     | Milan Arbitre : Bosshard |
| dimanche 28 mars 1909 | Bojocchi (5°) Pizzi (6°) Bojocchi (7°) Besana (30°) Besana (48°) Pizzi (50°) Bovato (c.s.c 50°) Varisco (62°) Pizzi (64°) Besana (73°) Cremonesi (89°) |        | Vivante (67°) Piccoli (85°) | Milan Arbitre : Bosshard |

## Finale
| dimanche 4 avril 1909 | SG Pro Vercelli                                | 2 - 0 | US Milanese | Vercelli Arbitre : Goodley |
| dimanche 4 avril 1909 | Annibale Visconti (6°) Annibale Visconti (24°) |       |             | Vercelli Arbitre : Goodley |

| dimanche 25 avril 1909 | US Milanese                     | 2 - 2 | SG Pro Vercelli                             | Milan Arbitre : Goodley |
| dimanche 25 avril 1909 | Recalcati (25°) Recalcati (83°) |       | Carlo Rampini I (9°) Felice Milano II (47°) | Milan Arbitre : Goodley |

## Effectif de la Società Ginnastica Pro Vercelli
- Giovanni Innocenti
- Angelo Binaschi
- Giuseppe Servetto
- Guido Ara
- Giuseppe Milano I
- Pietro Leone
- Felice Milano II
- Annibale Visconti
- Vincenzo Fresia
- Carlo Rampini I
- Carlo Corna